# Sarah Phillips
Sarah Phillips (nascido em 3 de julho e 1967) é uma ex-ciclista de estrada britânica. Representou o Reino Unido nos Jogos Olímpicos de 1996, nas provas de estrada e contrarrelógio.